# Krnica, Koper
Krnica este o localitate din comuna Koper, Slovenia, cu o populație de 54 de locuitori.